# Chloecharis
Chloecharis är ett släkte av skalbaggar som beskrevs av Lynch 1884. Chloecharis ingår i familjen kortvingar.
Släktet innehåller bara arten Chloecharis debilicornis.